# ПТ-23ТБ
23 мм танково оръдие ПТ-23ТБ (рус. Пушка Танковая 23-мм системы Таубина-Бабурина) е използвано само при програмата за модификация на плаващия танк Т-40. Оръдието не преминава стадия на изпитанията и не е пускано в серийно производство.
Въпреки че от есента на 1940 г. танковите оръдия с калибър под 45 мм се считали за неперспективни, опитните разработки по тях все още продължавали. Всъщност това се дължи на факта, че на въоръжение се намирал плаващият танк Т-40, чието въоръжение (12,7 мм картечница ДК или ДШК) се е считало за крайно незадоволително. Съветските военни искали танкът да бъде снабден с по-мощно въоръжение.
В интерес на истината ОКБ № 16 още през декември 1939 г. получава задача да разработи 23 мм автоматично оръдие за лек танк. Проектът получава името ПТ-23ТБ и е утвърден през април 1940 г. Оръдието е направено на базата на лекото 23 мм пехотно противотанково-зенитно оръдие. През декември 1940 г. е създаден опитен образец танк на когото е монтиран единственият опитен образец на оръдието.
На 25 януари 1941 г. работата по оръдието е спряна, а оръдието е предадено в Завод № 5, където се е работело по въоръжението на бронирана аерошейна. Много скоро ръководителят на конструкторското бюро Тубин е арестуван, а работата по оръдието преустановена.